# 中沢弘光
中沢 弘光（中澤弘光, なかざわ ひろみつ、1874年〈明治7年〉8月4日 - 1964年〈昭和39年〉9月8日）は、洋画家、版画家、油彩画家、挿絵画家。日本芸術院元会員。

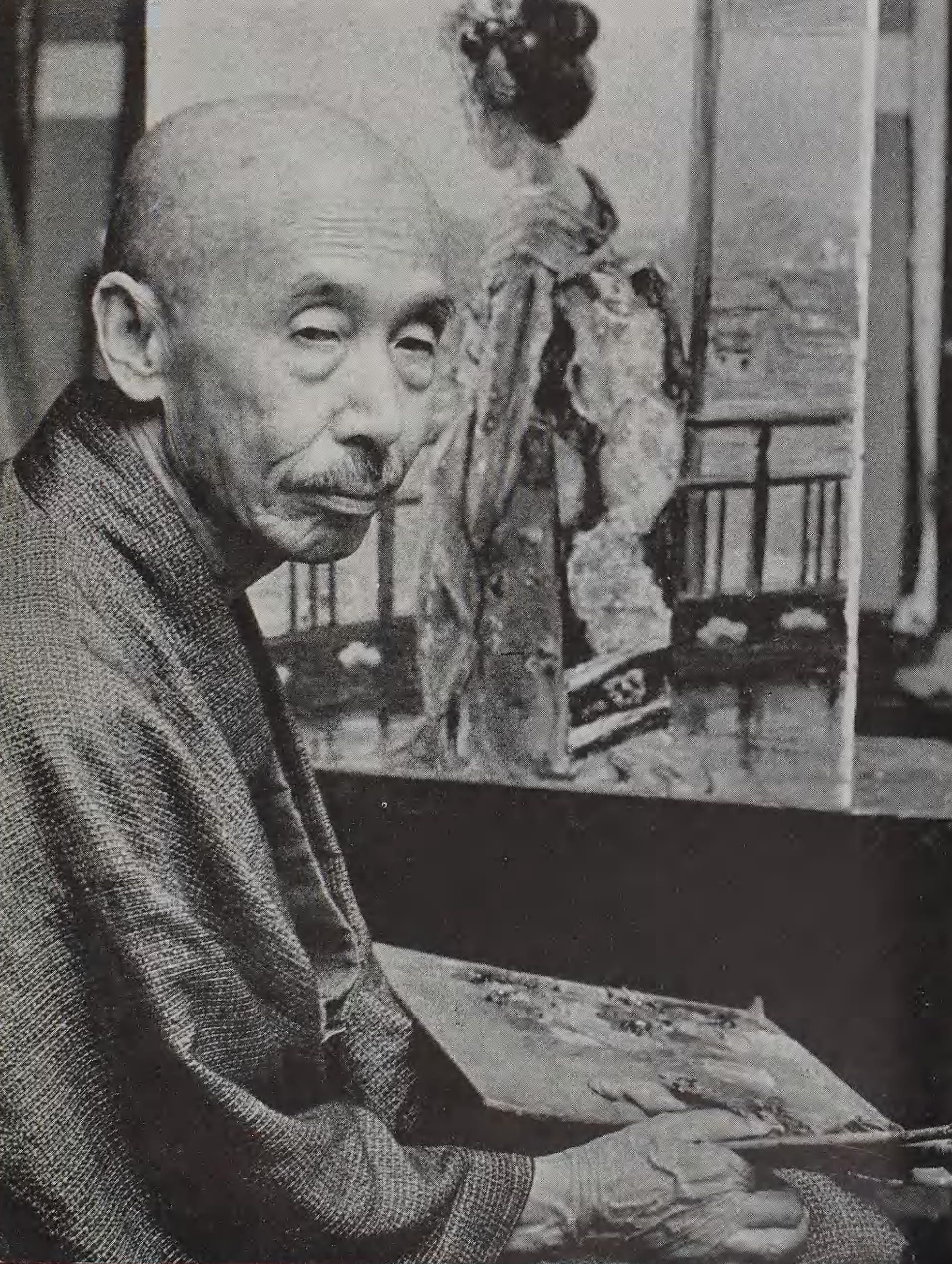
芸術新潮 4巻9号(昭和28年9月号) 新潮社（1953年刊）

## 来歴
東京・芝で、旧佐土原藩士の子として生まれる。1887年、曽山幸彦に入門、洋画を学んだ。曽山の没後、堀江正章にも師事する。1900年、東京美術学校西洋画選科修了。黒田清輝に師事。白馬会創立に参加、同展覧会に出品を続けた。1912年、光風会創立に参加。1922年、ヨーロッパに渡り翌年帰国、金尾文淵堂や兵庫の西宮書院から新版画の作品を発表している。1924年（大正13年）1月、白日会を創設した。1930年（昭和5年）、帝国美術院会員、1937年（昭和12年）、帝国芸術院会員、1944年（昭和19年）7月1日、帝室技芸員。
1939年（昭和14年）4月、陸軍美術協会が発足するに当たり発起人の一人として名を連ねた。同年、第2回大日本陸軍従軍画家協会展、第1回聖戦美術展などに、いわゆる戦争画を出品している。
第二次世界大戦後は1957年（昭和32年）、文化功労者。1964年（昭和39年）5月、勲三等旭日中綬章を受章。同年9月8日、日本医科大学付属病院で老衰のため死去。正四位に叙された。
代表作は、明治42年（1909年）第3回文展で最高賞を受賞した「おもひで」（東京国立近代美術館蔵）。日本水彩画会結成に参加、木版画、木版挿絵、装丁も多く手がけている。
版画家の弦屋光渓は孫に当たる。

## 作品
- 「日本大観 京都御所」 木版画 1922年 金尾文淵堂版（岡田清次郎彫、西村熊吉摺）
- 「日本大観 高雄」 木版画 1922年 金尾文淵堂版（岡田清次郎彫、西村熊吉摺）
- 「日本大観 房総国境（おせんころがし）」 木版画 1922年 金尾文淵堂版（岡田清次郎彫、西村熊吉摺）
- 「三井寺の弁慶力餅」 木版画 1935年（昭和10年） 加藤潤二版
- 「猿沢池畔の柳」 木版画 1935年 加藤潤二版
- 「祇園の宿」 木版画 1936年 加藤潤二版

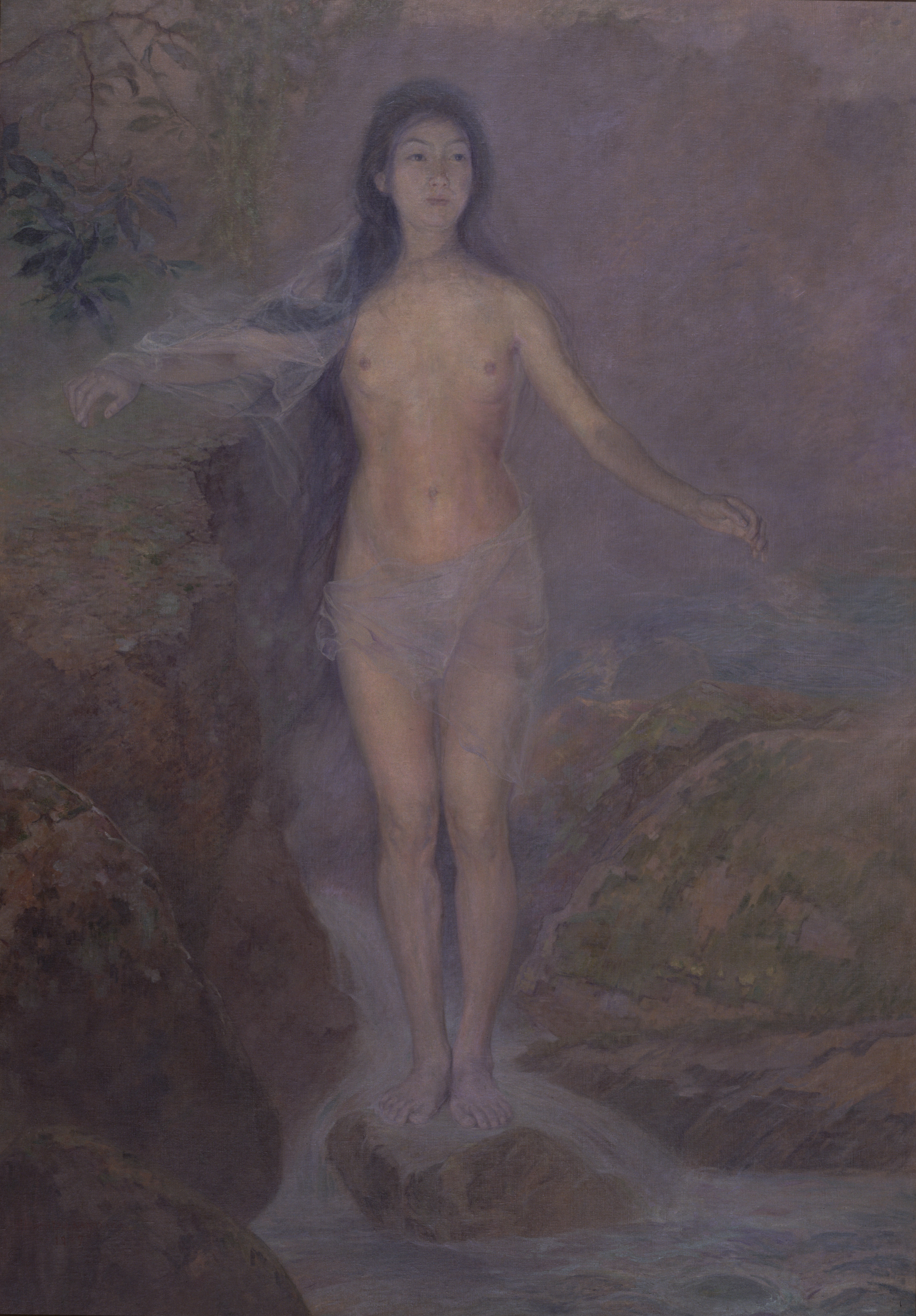
《霧（裸婦）》1907年、東京国立博物館
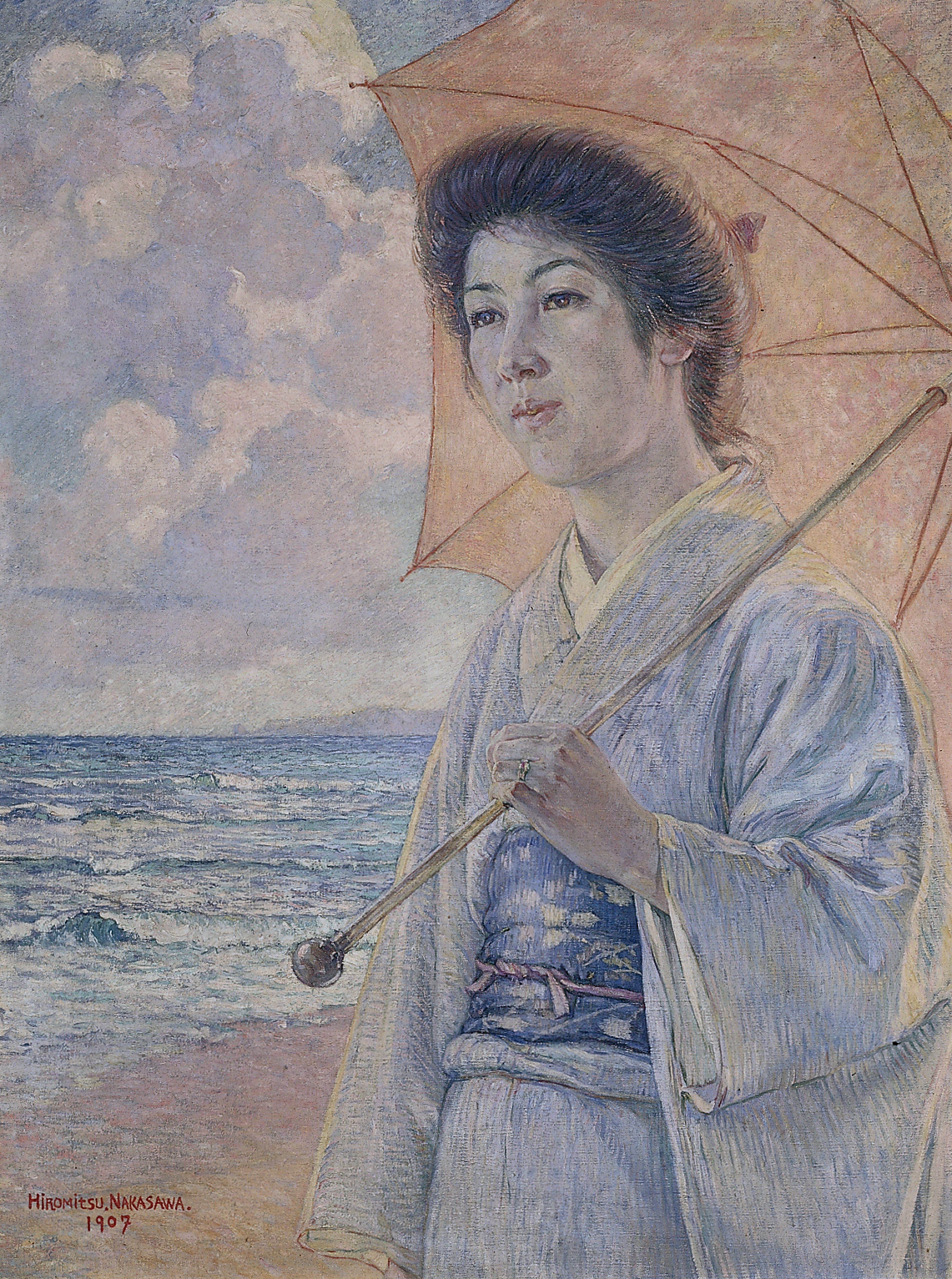
《夏》1907年、東京国立近代美術館
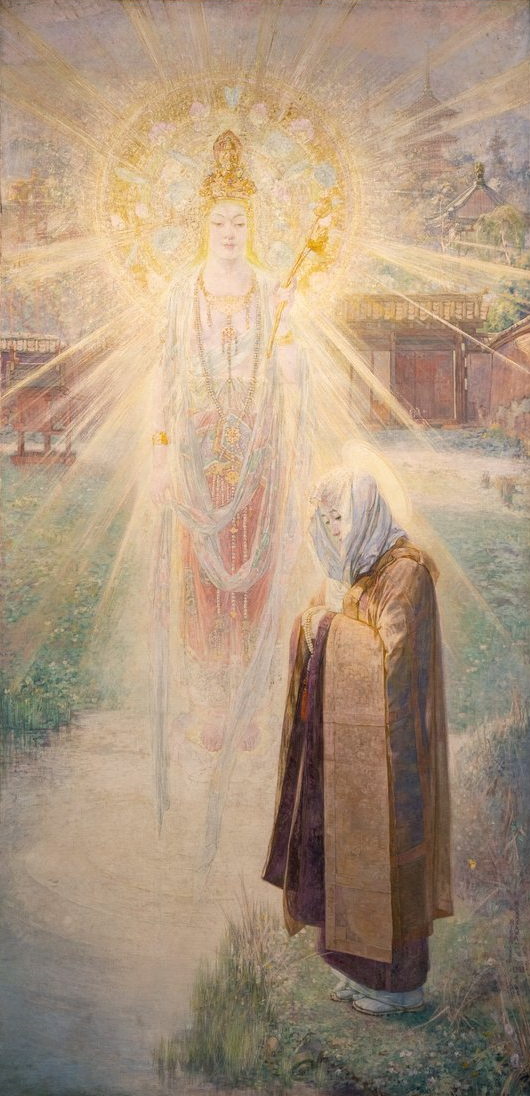
《おもいで》1909年、東京国立近代美術館
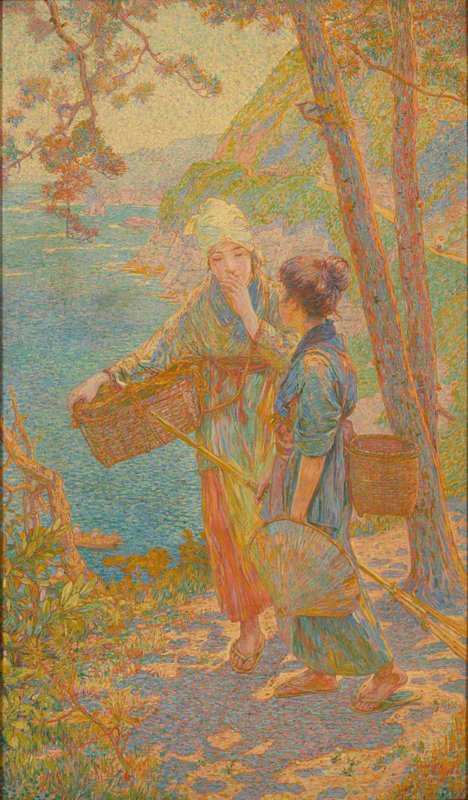
《まひる》1910年、東京国立近代美術館
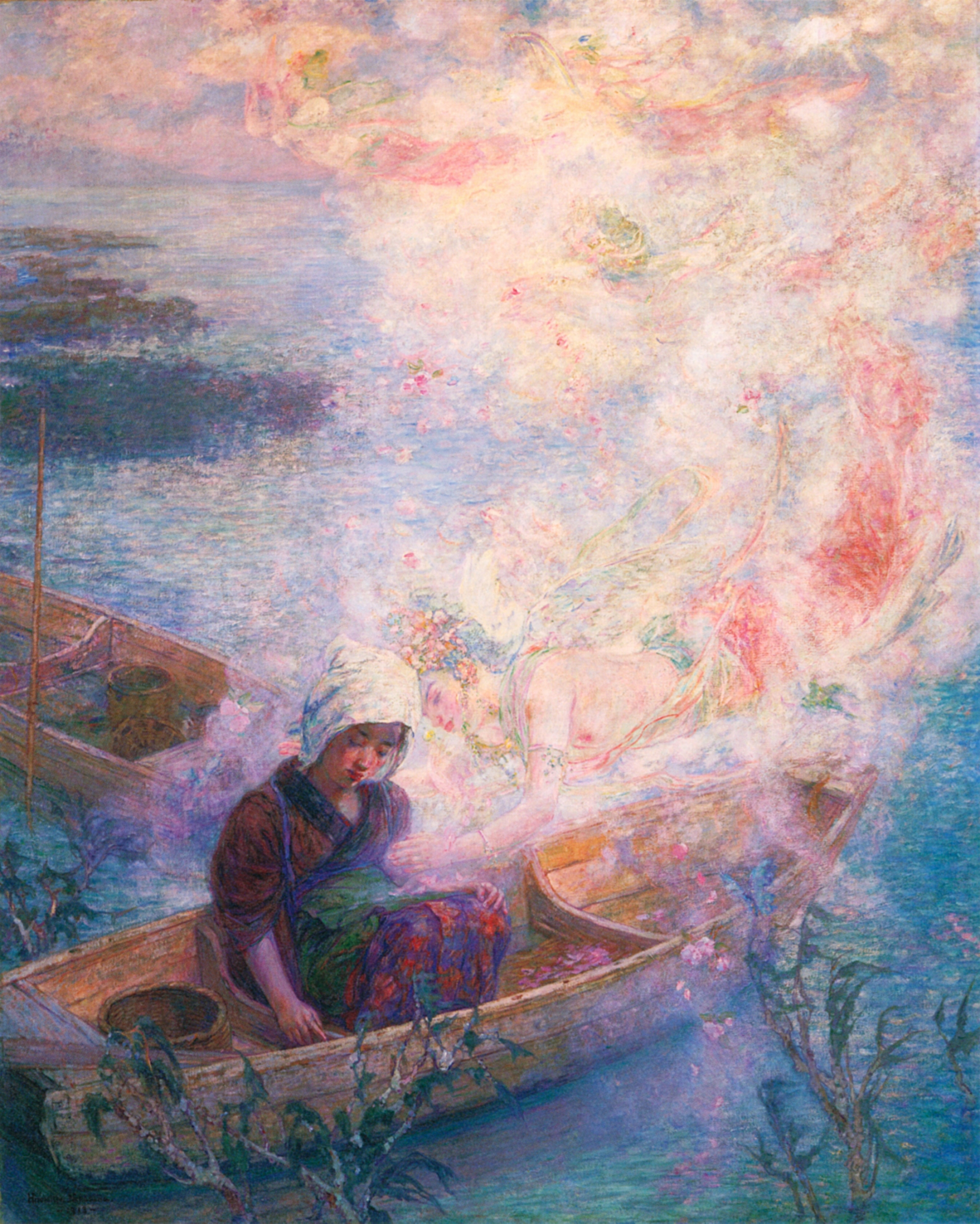
《海苔とる娘》1913年、宮崎県立美術館
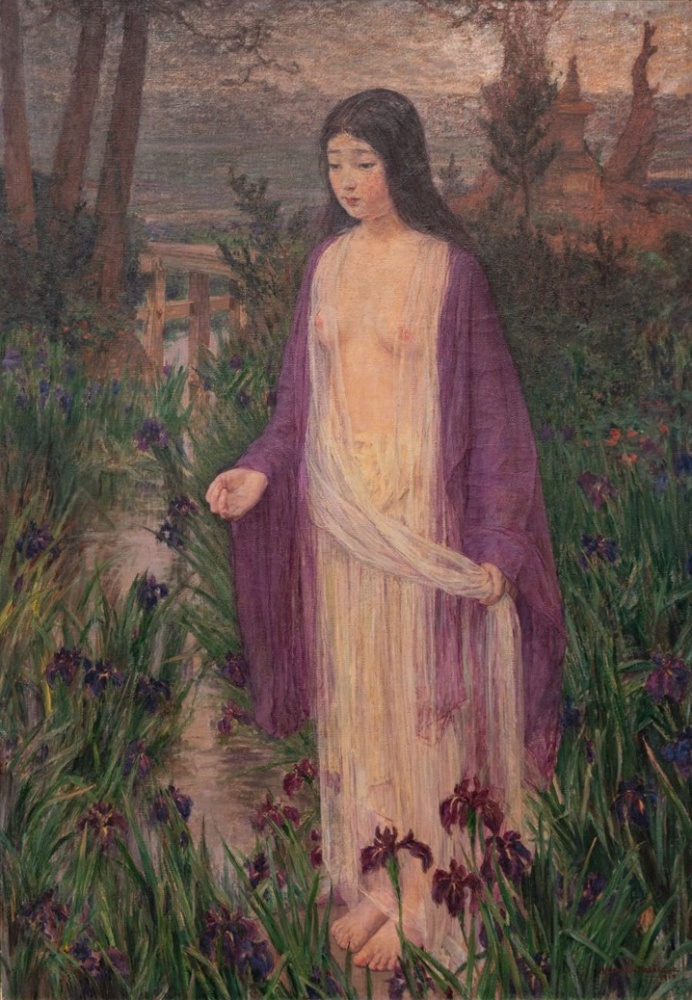
《かきつばた》1918年、東京国立近代美術館
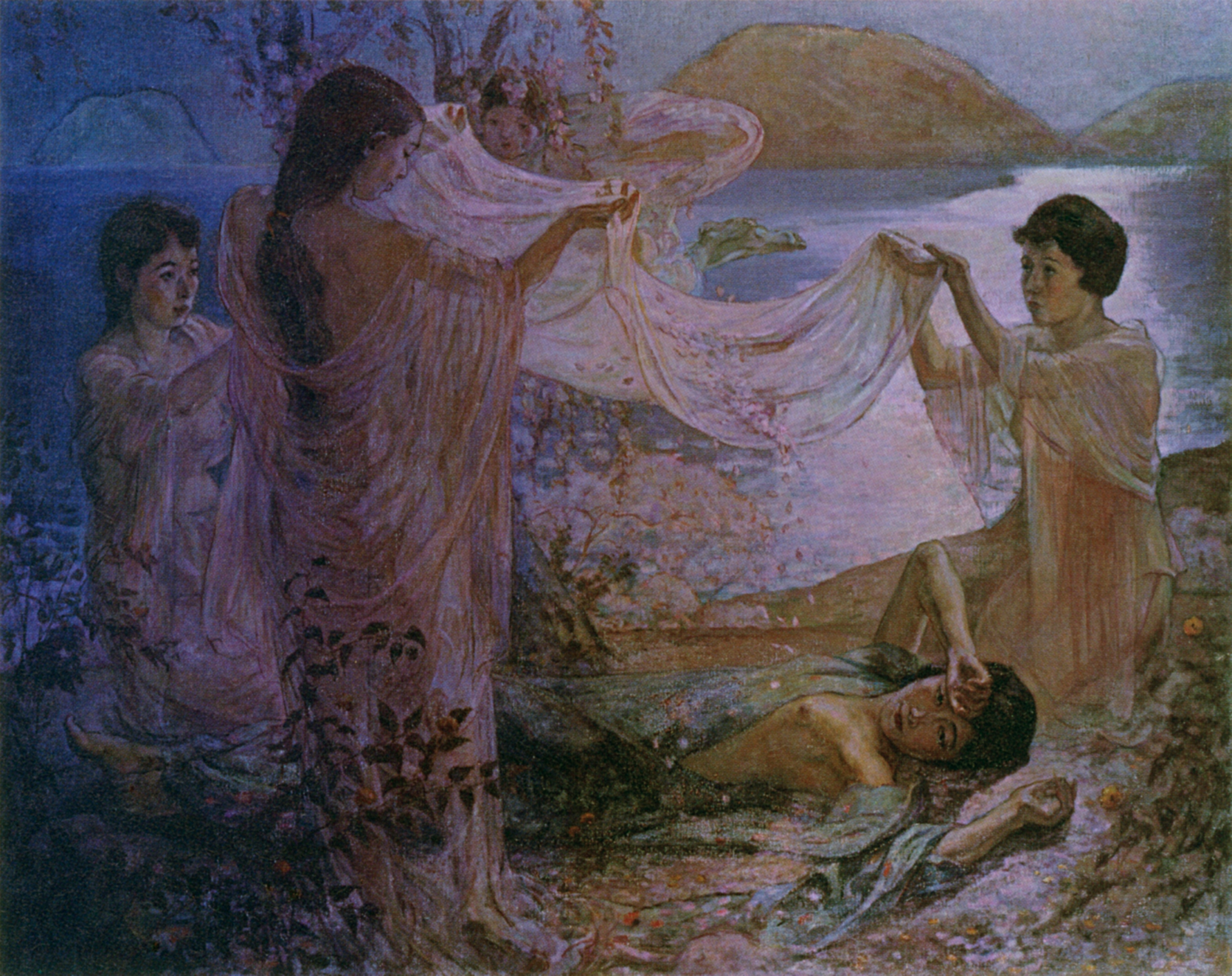
《花下月影》1926年、東京国立近代美術館

## 著書
- スケッチの描き方 森脇忠共著 阿蘭陀書房 1917
- 温泉周遊  田山花袋共著 金星堂 1922
- 水彩畫總技法 崇文堂 1942
- 屋根と窓  有光社 1943
- 回想の旅 教育美術振興会 1944
- 中澤弘光作品集  中澤弘光作品集刊行会 1952

## 参考資料
- 町田市立国際版画美術館編 『浮世絵モダーン ‐深水・五葉・巴水…伝統木版画の隆盛』 町田市立国際版画美術館、2005年
- 三井光溪『中澤弘光研究 本からの検証 孫で版画家の弦屋光溪蔵品による』平木浮世絵美術館、2006年。